# Callinectes marginatus
Callinectes marginatus è un crostaceo decapode della famiglia Portunidae proveniente dalle coste dell'Africa occidentale.

## Distribuzione e habitat
È diffuso lungo le coste di Togo, Gambia, Gabon, Angola, Nigeria, Ghana, Zaire, Guinea, Senegal e Mauritania. Vive soprattutto in acque salmastre, in particolare negli estuari.

## Descrizione
Il carapace ha una lunghezza media di 10 cm.